# Chính sách một con

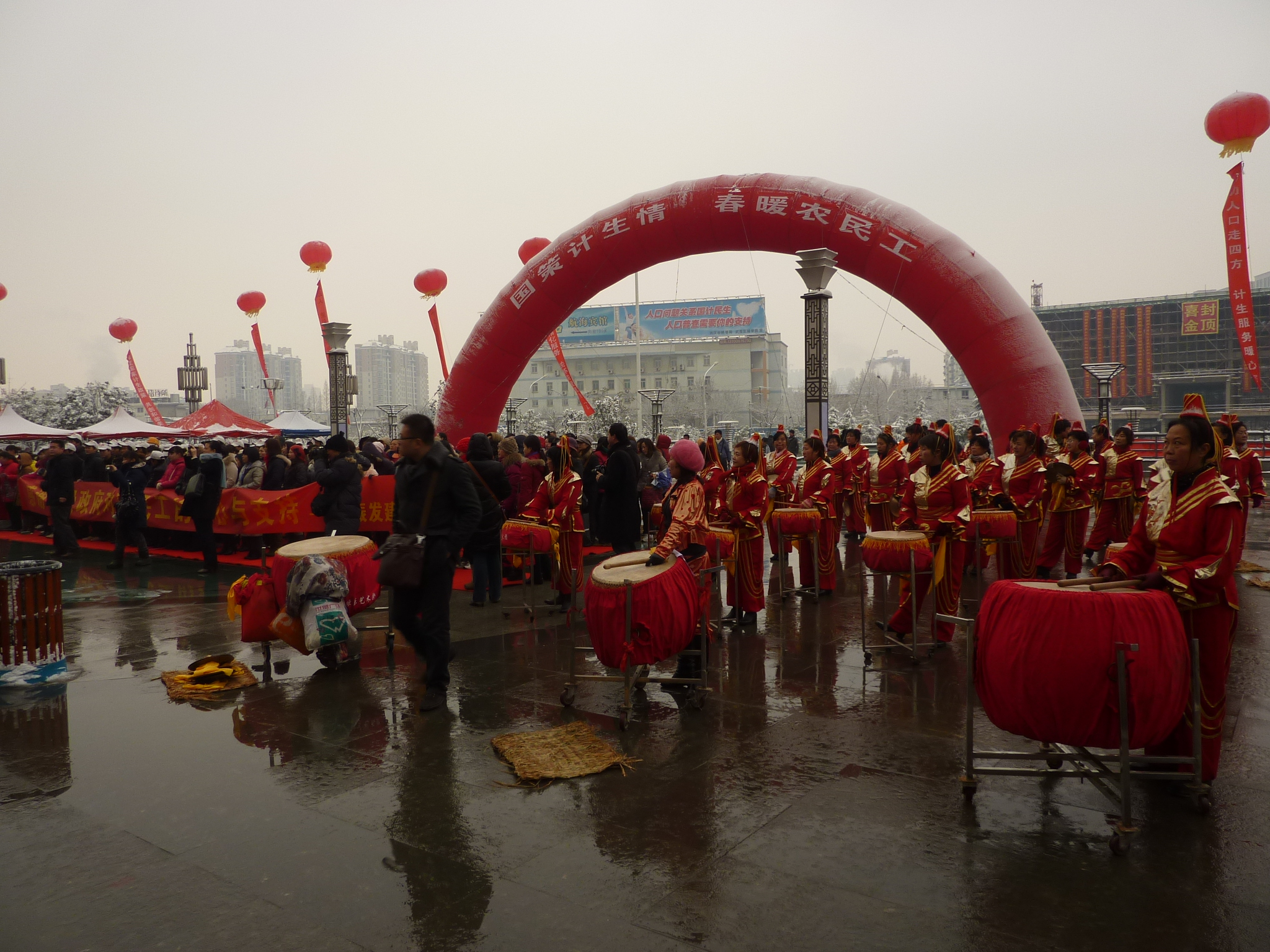
Chiến dịch thúc đẩy kế hoạch hoá gia đình giữa các lao động nhập cư tại quảng trường nhà ga Vũ Xương vào năm 2011, với các biểu ngữ, dàn nhạc, bài phát biểu và phân phát bao cao su, lịch, quà lưu niệm miễn phí.

Chính sách một con (tiếng Trung: 一孩政策, bính âm: yīhái zhèngcè, Hán-Việt: Nhất hài Chính sách) là chính sách kiểm soát dân số, chính sách quốc gia cơ bản của nước Cộng hòa Nhân dân Trung Hoa, được áp dụng từ năm 1979 và bãi bỏ vào năm 2016. Tên chính thức do Chính phủ Trung Quốc đặt là "Chính sách kế hoạch hóa gia đình". Kể từ khi ra đời, chính sách này đã có nhiều thay đổi, mở rộng dần số con được phép sinh ra với một số đối tượng. Chính sách này hạn chế mỗi một cặp vợ chồng ở thành thị chỉ được sinh một con, những trường hợp ngoại lệ áp dụng đối với các cặp vợ chồng ở nông thôn có con gái đầu lòng, các dân tộc thiểu số và những cặp vợ chồng là con một. Chính sách một con không áp dụng với đặc khu hành chính Hồng Kông và Macao, nơi được thiết lập chính sách kế hoạch gia đình riêng.
Cuối năm 2013, sau 35 năm thực thi nghiêm khắc chính sách một con, do tỷ lệ sinh ở Trung Quốc đã sụt xuống khá thấp (dưới 2 con mỗi phụ nữ), Ủy ban Lập pháp tối cao Trung Quốc tuyên bố nới lỏng chính sách này, cho phép các cặp vợ chồng được sinh con thứ hai nếu cha hoặc mẹ là con một. Đến cuối năm 2015, chính sách này bị bãi bỏ.
Chính phủ Trung Quốc ghi nhận chính sách này đã góp phần vào sự phát triển kinh tế của đất nước thông qua việc ngăn chặn được 400 triệu ca sinh nở, giữ dân số Trung Quốc không vượt quá mức 1,5 - 1,7 tỷ (là mức vượt quá khả năng sản xuất của nền nông nghiệp Trung Quốc, từ đó gây ra bất ổn xã hội, thất nghiệp và nạn đói). Đồng thời, chính sách này cũng góp phần gia tăng phúc lợi, giáo dục cho phụ nữ và trẻ em gái. Tuy vậy, chính sách này bị phương Tây chỉ trích vì họ cho đó là vi phạm quyền tự do sinh sản và gây nên một số tác động tiêu cực khác.

## Tổng quan
| Dân số Trung Quốc              | Dân số Trung Quốc    | Dân số Trung Quốc  | Dân số Trung Quốc |
| Năm                            | Dân số (triệu người) | Tăng (triệu người) |                   |
| ------------------------------ | -------------------- | ------------------ | ----------------- |
| 1964                           | 694,6                | --------           |                   |
| 1982                           | 1008,2               | 313,6              |                   |
| 2000                           | 1265,8               | 257,6              |                   |
| 2010                           | 1339,7               | 73,9               |                   |
| Nguồn: Cục Thống kê Trung Quốc |                      |                    |                   |

"Tiến trình tháp dân số của Trung Quốc từ 2012 đến 2030."

Biểu đồ dân số Trung Quốc, cho thấy tỉ lệ tăng bất chấp chính sách một con.

Mục tiêu ban đầu của chính sách một con là kinh tế: làm giảm nhu cầu tài nguyên thiên nhiên, duy trì tỷ lệ lao động ổn định, giảm tỷ lệ thất nghiệp và giảm lao động thặng dư.
Chính sách này cho phép quy định ngoại lệ để có thể sinh con thứ 2 (chẳng hạn như các trường hợp mà người cha là một thương binh) hoặc khi cả cha và mẹ đều là con một. Các gia đình có đứa con đầu lòng bị khuyết tật về thể chất , bệnh tâm thần hoặc khuyết tật trí tuệ cũng được phép sinh thêm con. Ở hầu hết các tỉnh, các gia đình được phép nộp đơn xin sinh con thứ hai nếu đứa con đầu lòng của họ là con gái Theo một ước tính, có ít nhất 22 cách mà cha mẹ có thể đủ điều kiện được hưởng các ngoại lệ vào cuối thời kỳ tồn tại của chính sách một con.
Người phát ngôn của Uỷ ban Dân số và Kế hoạch hoá gia đình quốc gia cho biết khoảng 35,9% dân số Trung Quốc nằm trong phạm vi của chính sách một con, 52,9% được phép sinh con thứ hai nếu đứa con đầu lòng là con gái, 11% có thể sinh hai con hoặc nhiều hơn. 1,6% dân số – chủ yếu là người Tây Tạng và một số dân tộc thiểu số khác – không bị giới hạn nào cả
Tỉ lệ nam nữ sinh ra trong năm 2005 đạt 118,9:100, điều này đồng nghĩa rằng số bé trai nhiều hơn 20% so với bé gái. Sự mất cân bằng nghiêm trọng này là do tâm lý muốn sinh con trai, dẫn đến việc thực hiện các phương pháp lựa chọn giới tính thai nhi. Sự chênh lệch này có thể gây ra các vấn đề xã hội nghiêm trọng trong hai hoặc ba thập kỷ tiếp theo. Theo các thống kê dân số, số dân vẫn tăng tuy nhiên tỉ lệ sinh có sự suy giảm mạnh.
Dân tộc thiểu số có sự tăng nhanh hơn so với người Hán, từ năm 1953 chiếm 6,06% dân số, đến năm 1982 6.7% và 2010 là 8,49%. So sánh kết quả cuộc điều tra dân số toàn quốc lần thứ nhất với lần thứ năm, người Hán tăng 5,74%; trong khi đó dân tộc thiểu số tăng 6,92% (hơn 1,2 lần).

## Lịch sử
- Những năm 1960, tốc độ dân số Trung Quốc tăng trưởng nhanh chóng đẩy áp lực dân số lên cao.
- Đầu những năm 1970, dưới tác động của cuộc Cách mạng Văn hoá, Trung Quốc ban hành chính sách hai con, khuyến khích sinh con thứ hai sau khoảng 4 năm và kêu gọi cưới sinh muộn hơn.[16]
- Năm 1978, Đặng Tiểu Bình đề ra mục tiêu: trước năm 2000, dân số Trung Quốc không được vượt quá 1,2 tỷ người.[16]
- Năm 1979, chính sách một con được đưa vào áp dụng.[16]
- Năm 1982, chính sách một con được đưa vào Hiến pháp.[16]
- Năm 1984, cho phép các cặp vợ chồng ở nông thôn sinh con thứ hai nếu con thứ nhất là con gái, các cặp vợ chồng dân tộc thiểu số được phép sinh từ 3-4 con.[16]
- Năm 1997, cho phép các cặp vợ chồng sống ở thành thị, có thể có hai con nếu cả hai vợ chồng đều là con một.[16]
- Năm 2000, quy định về con thứ tiếp tục được nới lỏng.[10] Các điều kiện phổ biến bao gồm: vợ chồng đều là con một, vợ hoặc chồng là người dân tộc thiểu số, vợ chồng trở về từ nước ngoài, các cặp vợ chồng có con đầu bị khuyết tật.[17][18][19]
- Từ năm 2002, các cặp vợ chồng muốn có nhiều con phải chịu đóng một khoản tiền phạt cố định.[16] Nhưng đến 1/9/2002, áp dụng Luật dân số và Kế hoạch hoá gia đình, công dân vi phạm còn phải trả thêm một khoản gọi là "phí bảo trì xã hội".[20] Khoản phí này do các tỉnh, khu tự trị và thành phố quy định, căn cứ trên thu nhập bình quân đầu người của cư dân đô thị và nông thôn của địa phương.[21]
- Từ năm 2014, các cặp vợ chồng ở thành thị được phép có hai con nếu một trong hai vợ chồng là con một.[1]
- Cuối năm 2015, chính sách bị bãi bỏ. Luật mới được chính thức áp dụng từ ngày 1 tháng 1 năm 2016.[3]

## Thực thi
Những cặp vợ chồng vi phạm chính sách một con phải đóng một phức phạt cao gấp nhiều lần so với thu nhập bình quân thông thường của họ. Năm 2000, chính quyền Trung Quốc gọi mức phạt sinh con thứ hai là "phí đóng góp cho xã hội" chứ không phải tiền phạt, chi phí này nhằm trang trải những "thiệt hại" cho xã hội do đứa con thứ hai của các gia đình gây ra. Riêng năm 2010, tổng tiền phạt thu về khoảng 20 tỉ nhân dân tệ. Mức phạt cho từng cặp vợ chồng được chính quyền các địa phương tự định ra tính theo thu nhập của gia đình vi phạm và nhiều yếu tố khác.
Nếu gia đình không đóng khoản phí này, những đứa con ngoài chính sách sẽ không được đăng ký khai sinh, không có tên trong hộ khẩu, không được cấp chứng minh thư, không được hưởng hệ thống giáo dục, sức khoẻ của nhà nước. Theo số liệu của Cục Thống kê quốc gia Trung Quốc năm 2011, có 13 triệu người dân Trung Quốc không có hộ khẩu do cha mẹ không nộp phạt.
Ngoài ra, một số biện pháp khác cũng được thi hành như đặt vòng tránh thai cho phụ nữ đã có một con, triệt sản nếu cặp vợ chồng đã có hai con.
Trong những năm đầu thập niên 1980, phá thai là một phương pháp kiểm soát sinh đẻ được ưa chuộng bởi những người phụ nữ không muốn sinh con. Năm 1995, Cộng hòa Nhân dân Trung Hoa (PRC) đã cảnh báo không nên coi phá thai như một biện pháp kế hoạch hóa gia đình, nếu cần phải phá thai thì người phụ nữ phải được thực hiện thủ thuật an toàn do một bác sĩ có chuyên môn thực hiện. Mặc dù vậy, nhiều người vẫn chọn phá thai thay vì sinh con thứ 2 vì không muốn đóng tiền phạt.
Một số nghệ sĩ nổi tiếng từng bị phạt tiền do sinh 2 con như:
- Hác Hải Đông: cựu cầu thủ bóng đá, bị phạt 50.000 nhân dân tệ vì sinh con thứ hai.[28]
- Tôn Nam: ca sĩ nổi tiếng ở Trung Quốc, bị phạt vì sinh con thứ hai.[28]
- Trương Nghệ Mưu: đầu năm 2014, Cục Kế hoạch hóa gia đình huyện Tân Hồ, thành phố Vô Tích, tỉnh Giang Tô tuyên bố mức phạt cho việc sinh đứa con thứ ba của ông là 7,5 triệu nhân dân tệ, được cho là căn cứ vào thu nhập của vợ chồng đạo diễn Trương trong những năm trước. Đây là mức phạt cao nhất từ trước đến nay.[29]

## Tác động

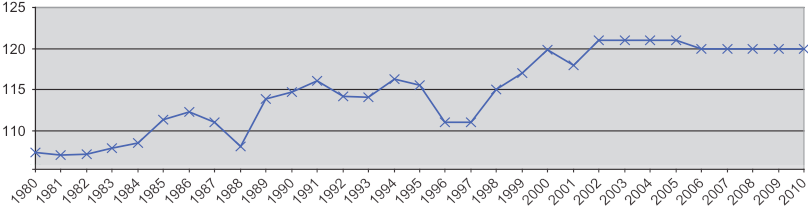
Tỉ lệ giới tính trẻ sơ sinh tại đại lục Trung Quốc từ 1980–2010, thể hiện số bé trai trên 100 bé gái.

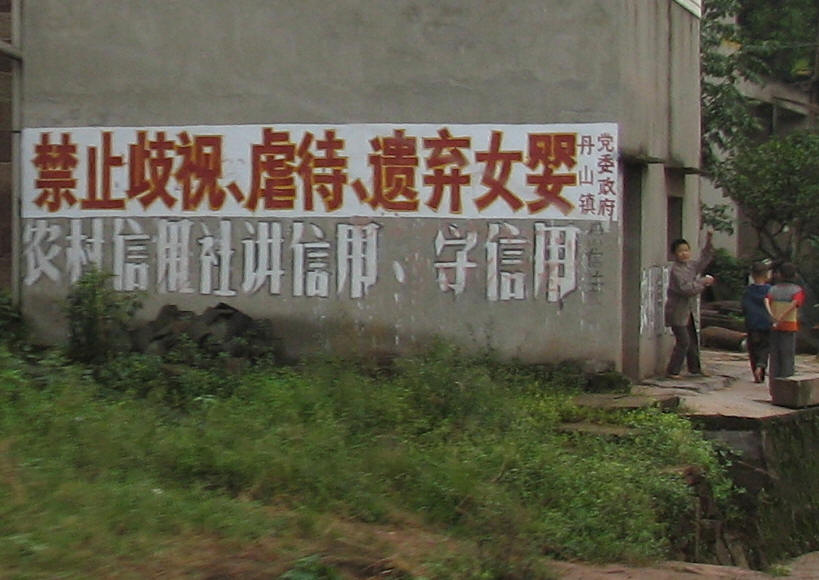
Biển thông báo trên đường ở nông thôn tỉnh Tứ Xuyên: "Cấm phân biệt đối xử, ngược đãi hoặc bỏ rơi bé gái."

Chính sách một con đã tỏ ra có hiệu quả trong việc giảm thiểu tốc độ gia tăng dân số ở Trung Quốc. Tỷ lệ sinh đẻ tổng thể ở Trung Quốc tiếp tục giảm từ 2,8 ca sinh trên một phụ nữ vào năm 1979 xuống còn 1,5 vào giữa những năm 1990.  
Chính sách một con cũng là một yếu tố thúc đẩy sự gia tăng nhanh chóng trình độ học vấn cao hơn của thanh niên Trung Quốc sinh sau năm 1980.(tr59) Chính sách này cũng đã góp phần làm giảm tỷ lệ tử vong khi sinh nở đối với bà mẹ và trẻ em ở Trung Quốc. Phụ nữ sinh ít hơn nên có thêm thời gian, điều kiện kinh tế để đến khám tại bệnh viện, các văn phòng kế hoạch hóa gia đình cũng dạy các lớp học tiền sản để nâng cao kiến thức y khoa cho phụ nữ khi mang thai
Nghiên cứu cho thấy chính sách sinh đẻ chặt chẽ hơn đã thúc đẩy giáo dục cao hơn ở phụ nữ  Trước chính sách một con, chỉ khoảng 30% phụ nữ theo học bậc giáo dục đại học, trong khi từ năm 1990 đến năm 1992, 50% sinh viên bậc giáo dục đại học là phụ nữ. Tỷ lệ phụ nữ học đại học cao hơn có thể là do không có anh em trai, nên các gia đình phải đầu tư vào đứa con gái duy nhất của họ. Một số nghiên cứu kết luận rằng số năm đi học trung bình của các bé gái đã tăng nhiều năm nhờ chính sách một con.(tr69)
Tuy nhiên, chính sách cũng bị cho rằng không đủ khả năng để ngăn cản những người có khả năng tài chính. Bên cạnh đó là các chỉ trích về:
- Gián tiếp làm gia tăng tỷ lệ nạo phá thai và mất cân bằng giới tính do tập quán "trọng nam khinh nữ".
- Làm giảm lượng dân số trong độ tuổi lao động, làm gia tăng tốc độ già hóa dân số trong tương lai.
- Gián tiếp khiến tệ nạn bắt cóc, buôn bán trẻ em gia tăng để bán cho những gia đình hiếm con.
- Có sự thiên vị khi người Tây Tạng và một vài dân tộc thiểu số khác không phải thực hiện chính sách này (vì chính phủ Trung Quốc giải thích rằng các dân tộc này có dân số quá ít nên cần khuyến khích họ sinh đẻ)

## Các biện pháp lách luật
Để lách luật nhằm sinh thêm con, một số gia đình chọn các giải pháp như sau:
- Sinh con ở nước ngoài, lấy quốc tịch nước ngoài. Vì luật pháp nước Mỹ quy định mọi đứa trẻ sinh ra trên đất Mỹ đều là công dân Mỹ, nên lựa chọn ưu tiên để đến Mỹ (từ Trung Quốc) là đảo Saipan thuộc Quần đảo Bắc Mariana, một quốc gia lệ thuộc vào Mỹ nằm ở Tây Thái Bình Dương, nơi cho phép du khách Trung Quốc nhập cảnh mà không bị hạn chế thị thực. Hòn đảo đang trải qua sự gia tăng lượng trẻ em Trung Quốc sinh nở. Lựa chọn này thường được những người Trung Quốc tương đối giàu có chọn. Ngoài việc tránh né chính sách một con, họ còn có mong muốn khác là con họ khi lớn lên có thể rời khỏi Trung Quốc đại lục hoặc đưa cha mẹ chúng đến Mỹ. Canada là một lựa chọn khó khăn hơn vì quốc gia này từ chối nhiều yêu cầu thị thực.[33][34] Giải pháp của Trung Quốc cho vấn đề này là thắt chặt hạn chế xuất cảnh với phụ nữ mang thai.
- Sử dụng dịch vụ mang thai hộ. Phổ biến là ở Mỹ, nơi việc mang thai hộ hoàn toàn hợp pháp, sau đó nhập quốc tịch Mỹ cho đứa trẻ.[35] Ngoài ra dịch vụ mang thai hộ cũng tồn tại ở một số lãnh thổ lân cận như: Đài Loan, Hàn Quốc,...[36]
- Sang Hồng Kông sinh con. Theo quy định của Đặc khu, những đứa trẻ sinh ở Hồng Kông được thừa nhận là cư dân vĩnh viễn của đặc khu này, được hưởng tất cả các quyền lợi của cư dân Hồng Kông như giáo dục, y tế miễn phí và miễn thị thực tới 135 quốc gia trên thế giới.[37] Điều này khiến lượng phụ nữ đại lục sang Hồng Kông sinh con ngày càng tăng cao. Đến 2010, số trẻ do phụ nữ đại lục sinh chiếm 45% lượng trẻ em sinh ra tại Hồng Kông, đẩy các bệnh viện vào mức quá tải và tăng cao chi phí sinh nở. Tình trạng này khiến chính quyền từ việc đề ra các biện pháp hạn chế[38] đến thay đổi Luật Cơ bản của Hồng Kông, không cấp quyền cư trú cho những trẻ em này. Từ đầu năm 2012, các phụ nữ đại lục sinh con thứ hai xong trở về sẽ bị chính quyền địa phương phạt tiền.[39]
- Vì không áp dụng xử lý đối với trường hợp sinh một lúc nhiều con (sinh đôi, sinh ba,...), ngày càng có nhiều cặp vợ chồng đang chuyển sang dùng các loại thuốc thai sản để tạo ra song thai. Tuy không có số liệu chính xác, theo một báo cáo ở Trung Quốc vào năm 2006, số lượng các cặp song sinh được sinh ra mỗi năm ở Trung Quốc đã tăng gấp đôi. Tháng 1 năm 2005, Bộ Y tế đã ban hành công văn cấm phụ nữ khỏe mạnh sử dụng thuốc thai sản, khi mua thuốc phải có đơn của bác sĩ.[40]